# Tigrane
Tigrane, o vero L'egual impegno d'amore e di fede (Tigranes o Los lazos idénticos del amor y la fe) es una ópera seria en tres actos con música de Alessandro Scarlatti y libreto en italiano de Domenico Lalli (basado vagamente en las Historias de Heródoto). Se estrenó en el Teatro San Bartolomeo, Nápoles el 16 de febrero de 1715. Está considerada como una de las mejores óperas de Scarlatti. Junto a la trama principal seria, hay también escenas cómicas que implican a los criados Dorilla y Orcone. 
Es una ópera poco representada en la actualidad; en las estadísticas de Operabase aparece con solo una representación en el período 2005-2010.

## Personajes
| Personaje                                | Tesitura                | Reparto del estreno                      |
| ---------------------------------------- | ----------------------- | ---------------------------------------- |
| Tigrane príncipe de Armenia              | soprano castrato        | Nicolo Grimaldi, "Nicolini"              |
| Tomiri reina de los masagetas            | soprano                 | Marianna Benti-Bulgarelli, "la Romanina" |
| Meroe hija del difunto rey de Persia     | soprano                 | Angiola Augusti                          |
| Policare rey de Lidia                    | contralto (en travesti) | Giovanna Albertini, "la Reggiana"        |
| Doraspe rey de Damasco                   | tenor                   | Gaetano Borghi                           |
| Oronte capitán de los guardias de Tomiri | soprano castrato        | Nicola Ippolito Cherubini                |
| Dorilla doncella de Tomiri               | contralto               | Santa Marchesini                         |
| Orcone un esclavo                        | bajo                    | Gioacchino Corrado                       |
| El eco                                   | soprano                 | Angiola Augusti                          |